# Fábrica Fagus
A Fábrica Fagus (em alemão:  Fagus Fabrik ou Fagus Werk) é uma fábrica de sapatos em Alfeld, Alemanha. É um exemplo de arquitetura moderna. Construída por Carl Benscheidt, a fábrica foi projetada pelo arquiteto Eduard Werner, com fachadas desenhadas por Walter Gropius e Adolf Meyer. Foi construída entre 1911 e 1913, tendo o seu interior e outros pontos sido completados em 1925.

## Influências

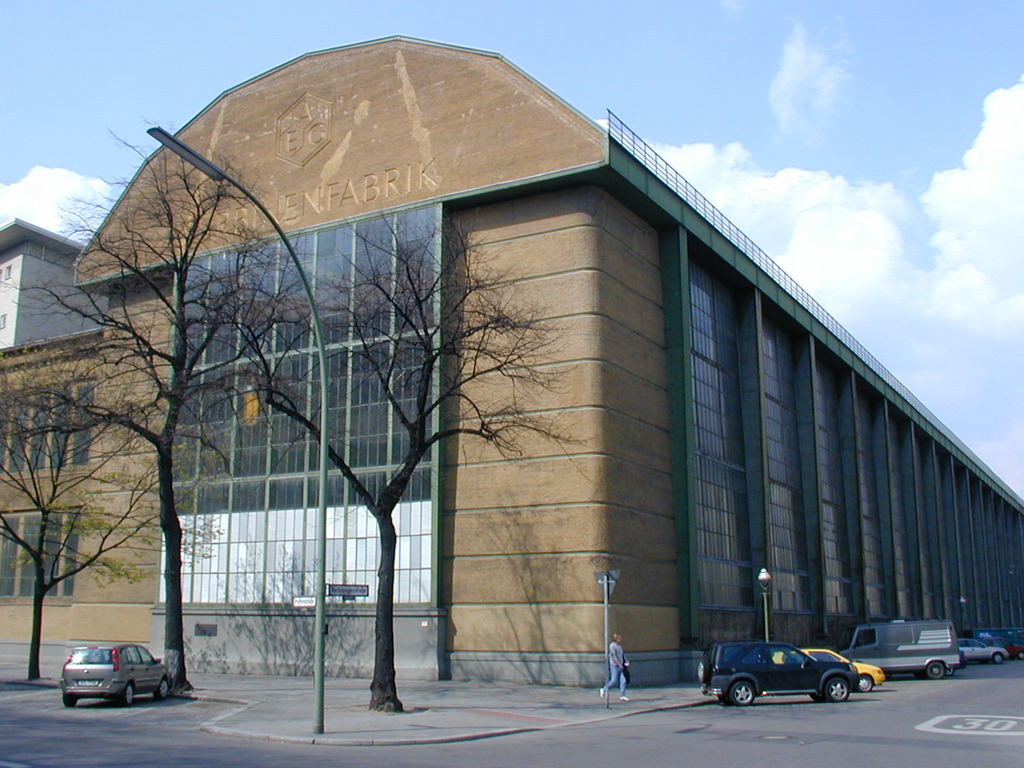
Fábrica de turbinas AEG, projetada por Peter Behrens, 1910

A construção que teve maior influências na Fábrica Fagus foi a fábrica de turbinas AEG projetada por Peter Behrens. Gropius e Meyer trabalharam no projeto e com a Fagus, eles apresentaram a sua interpretação e crítica ao trabalho de seus professores. A principal edificação da Fagus pode ser vista como uma inversão da fábrica de turbinas. Ambas tem cantos sem suporte, e superfícies de vidro entre pilares que cobrem toda a altura do prédio. Entretanto, na fábrica de turbinas os cantos são cobertos por elementos pesados que se inclinam para o interior. As superfícies de vidro também se inclinam para o interior a são menores do que os pilares. Os elementos de suporte de carga são atenuados e a construção tem uma imagem de estabilidade e monumentalidade. Na Fagus exatamente o oposto acontece; os cantos são mantidos abertos e os pilares são diminuídos, deixando a superfície de vidro para a frente. Gropius descreve esta transformação dizendo 
"O papel das paredes torna-se restrito ao de uma mera cena ligada entre as colunas superiores e a moldura que protege da chuva, frio e barulho"
 Na época de construção da Fagus, Gropius estava coletando fotografias de construções industriais nos Estados Unidos a fim de serem usadas para a publicação Werkbund. O design destas fábricas americanas também foram fonte de inspiração para Fagus.

## História da construção

### O proprietário da Fagus
Carl Benscheidt (1858-1947) fundou a Companhia Fagus em 1910. Ele começou trabalhando para Arnold Rikkli, que praticava medicina natural, e lá aprendeu sobre sapatos ortopédicos (que eram muito raros na época). Em 1887 Benscheidt foi contratado pelo fabricante de sapatos Carl Behrens para trabalhar em sua fábrica em Alfeld. Após a morte de Behrens em 1896, Benscheidt tornou-se diretor da companhia, que estava indo pelo caminho de se tornar a maior do setor na Alemanha. Em outubro de 1910, ele pediu demissão pelas diferenças de opinião com o filho de Behrens.

### Projeto
Após sua demissão, Benscheidt imediatamente começou sua própria companhia. Ele se juntou a uma companhia americana, adquirindo tanto capital quanto experiência. Ele comprou o terreno diretamente oposto à fábrica de Behren e contratou o arquiteto Eduard Werner (1847-1923), o qual ele já conhecia de uma reforma na fábrica de Behren. Embora Werner fosse especialista em projetos de fábricas, Benscheidt não se impressionou com seus desenhos. A sua fábrica foi separada da de Behren por uma linha de trem e Benscheidt usou a elevação da construção daquele lado (norte) como anúncio de propaganda para sua fábrica.  Em janeiro de 1911 ele entrou em contato com Walter Gropius e ofereceu a ele o trabalho de redesenhar as fachadas dos planos de Werner. Gropius aceitou a oferta e uma longa colaboração começou e continuou até 1925 quando as últimas edificações terminaram.

### Construção
Durante a construção, Gropius e seu companheiro Meyer ficaram sobre grande pressão para que mantivessem o ritmo da obra. A construção começou em maio de 1911 baseada nos planos de Werner e Benscheidt queria a fábrica funcionando no inverno do mesmo ano. Isso aconteceu em parte e em 1912 Gropius e Meyer estavam projetando o interior do edifício principal e outras edificações menores. 
A fim de pagar os custos adicionais do projeto de Gropius, Benscheidt e seu sócio americano decidiram ter um prédio menor do que o primeiro planejado. No inverno de 1912 ficava claro que a fábrica não conseguiria honrar todos os pedidos e uma expansão seria necessária. Desta vez, foi feito um contrato direto com Gropius e Meyer e, daqui em diante, eles seriam os únicos arquitetos das edificações da Fagus. A expansão praticamente dobrou a superfície dos edifícios sendo necessáris a adição de uma rua no lado sul. Isso gerou a oportunidade de se criar uma elevação própria para a rua. Inicialmente, a elevação principal foi considerada a norte, que ficava no lado norte, de frente à rodovia e à fábrica de Behren.
Os trabalhos da expansão começaram em 1913 e estavam quase terminados quando a Primeira Guerra Mundial eclodiu. Durante a guerra era possível fazer trabalhos menores como na instalação elétrica e na chaminé, o que tornou uma caratcerística proeminente do complexo.
Após a guerra o trabalho continuou com a adição de construções menores como portaria e muros. Naquela época, os arquitetos, em colaboração com professores e estudantes da Bauhaus, projetaram os interiores e móveis do edifício principal. Eles também recomendaram a Benscheidt vários designers para a campanha de publicadidade da Fagus. De 1923 a 1925, os arquitetos também trabalharam em uma nova expansão, mas esta nunca saiu do papel. Até que em 1927 Benscheidt escreveu para Gropius a fim de suspender todas as atividades até melhora das condições financeiras da empresa.

### Prédio principal
O prédio que é comumente chamado de Edifício Fagus é o prédio principal. Ele foi construído em 1911 de acordo com os planos de Werner mas com as fachadas de vidro projetadas por Gropius e Meyer e depois expandido em 1913. O edifício Fagus tem uma base de tijolos escuros de 40 cm de altura, que se projetam da fachada em 4 centímetros. A entrada com o relógio é parte da expansão de 1913. O interior do prédio, que contem principalmente escritórios, foi terminado em meados da década de 1920. As outras duas grandes construções do local são o hall da produção e o armazém. Ambos construídos em 1911 e expandidos em 1913. O hall da produção é um edifício de um andar. É quase invisível da ferrovia e tem uma fachada própria após a expansão. O armazém é um edifício de quatro andares com poucas aberturas. O seu desenho seguiu de perto o plano original de Werner. Gropius e Meyer só fizeram mudanças pequenas no layout do complexo fabril. Além do mais, o layout pretendido por Werner para as construções individuais do complexo foram executadas; uma maior uniformidade e coerência foi obtida, entretanto, existem reduções que foram feitas por Gropius e Meyer em formato, material e cor.

### Sistema de construção
Por muitos anos, as pessoas pensavam que o prédio principal era feito de concreto ou aço, graças a fachada de vidro. Entretanto, durante a sua renovação na década de 1980, ficou claro que não era nenhum dos dois. Jürgen Götz, o engenheiro responsável pela renovação desde 1982, descreve a construção assim:

"O prédio principal foi erigido no topo de uma fundação estável com fundo plano. Concreto sem reforço, misturado com seixo foi usado para a fundação das paredes, uma mistura incapaz de suportar grandes cargas individuais. Da fundação, o prédio foi levantado com tijolos planos com portas de madeiras reforçadas. Os tetos foram sustentados com uma concha e acabados com gesso. Os assoalhos foram compostos de pranchas sem fixação entre as juntas. Por isso, os tetos do prédio principal não são contínuos e também são incapazes de ter uma função de suporte necessária.”
O mesmo tipo de desentendimento repousa na fachada de vidro do prédio, onde muitos a descrevem como um muro de cortina, similar à que Gropius usou para o Edifício Bauhaus em Desau. 

### Design
Embora construído com diferentes sistemas, todos os prédios do local tem uma imagem em comum e parecem-se como um todo. Os arquitetos conseguiram isso pelo uso de materiais comuns em todos os prédios. O primeiro é o uso de janelas de vidro que vão do chão ao teto em molduras de aço que contornam os cantos dos edifícios com um suporte estrutural visível (às vezes sem nenhum). O outro elemento unificador é o uso dos tijolos. Todos os edifícios tem como base um tijolo preto de 40 cm de altura e o restante de tijolos amarelos. O efeito combinado é uma sensação de luminescência ou como Gropius a chamou "eterealização"
 A fim de melhorar esta sensação de luminescência, Gropius e Meyer usaram uma série de refinamentos óticos como elementos horizontais maiores do que os verticais nas janelas, janelas maiores nos cantos e mais altas no último andar.
 O design do prédio foi orientado pela ferrovia. Benscheidt considerava que o pontod e vista dos passageiros nos trens era o que determinaria a imagem do prédio e deixou uma fachada mais alta deste lado. Peter Behrens percebeu que os arquitetos previram a velocidade dos transportes modernos  no seu projeto. Gropius também comentou isso em seus escritos. De acordo com a historiadora de arquitetura Annemarie jaeggi, estes pensamentos eram importantes no design da fábrica:

“A flutuação animada na altura, o ritmo de mudança mudança entre a estrutura horizontal e vertical, volumes pesados e leves próximos, são indicadores de uma aproximação que deliberadamente utilizou contrastes enquanto se obtinha harmonia dos opostos de uma maneira melhor expressa como pictural ou visual, criada de uma perspectiva da ferrovia.”

## Galeria

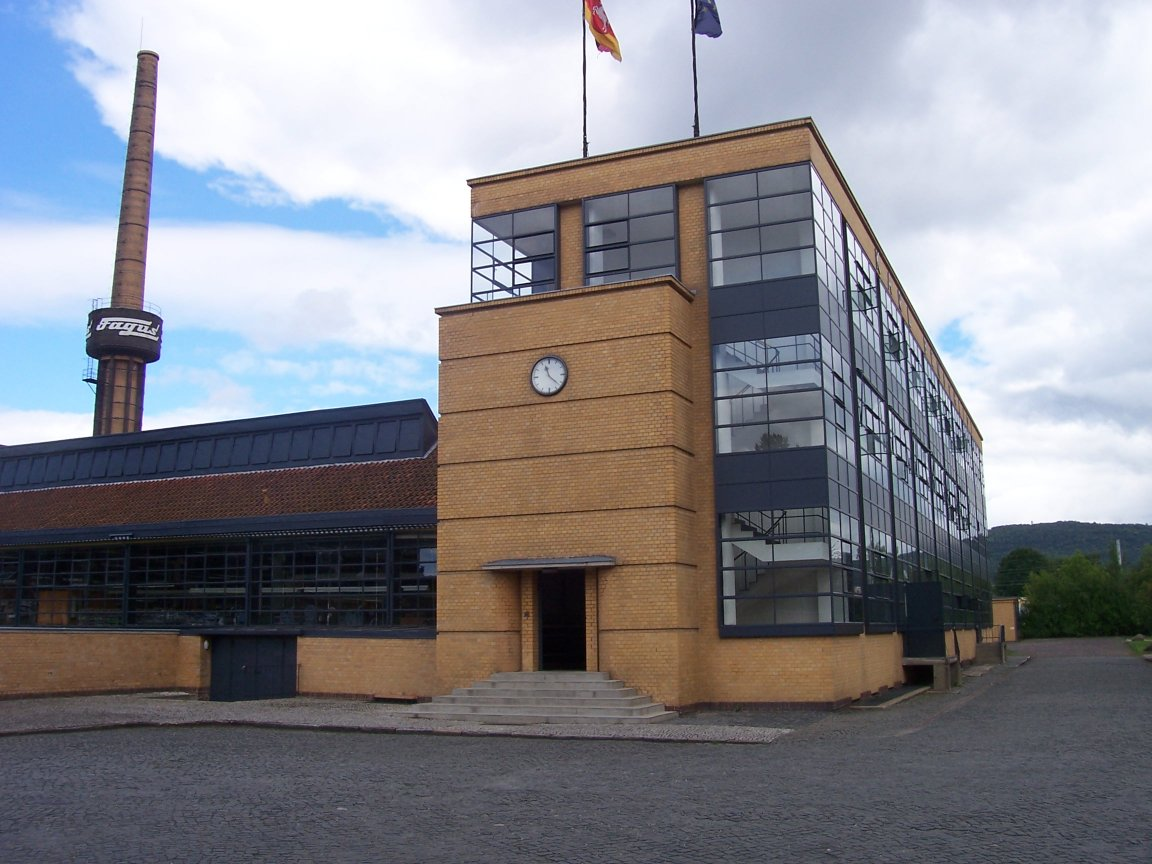
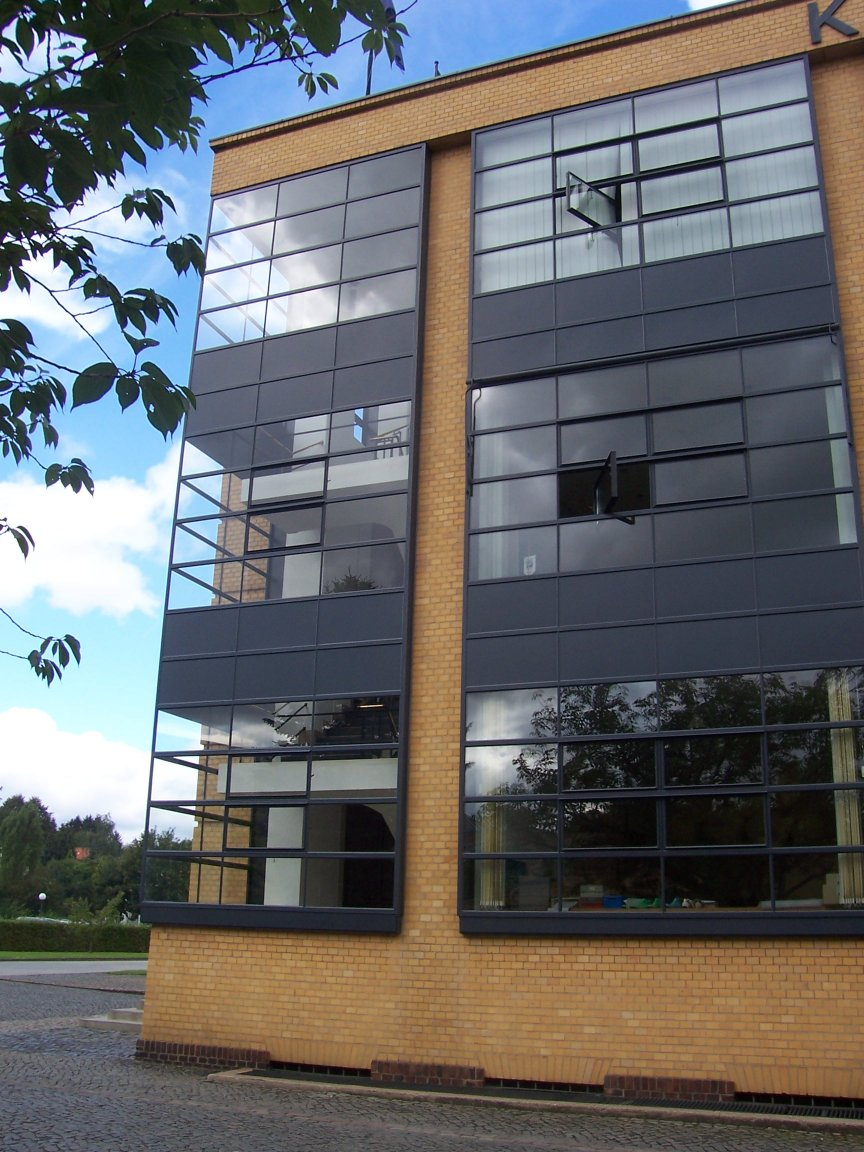
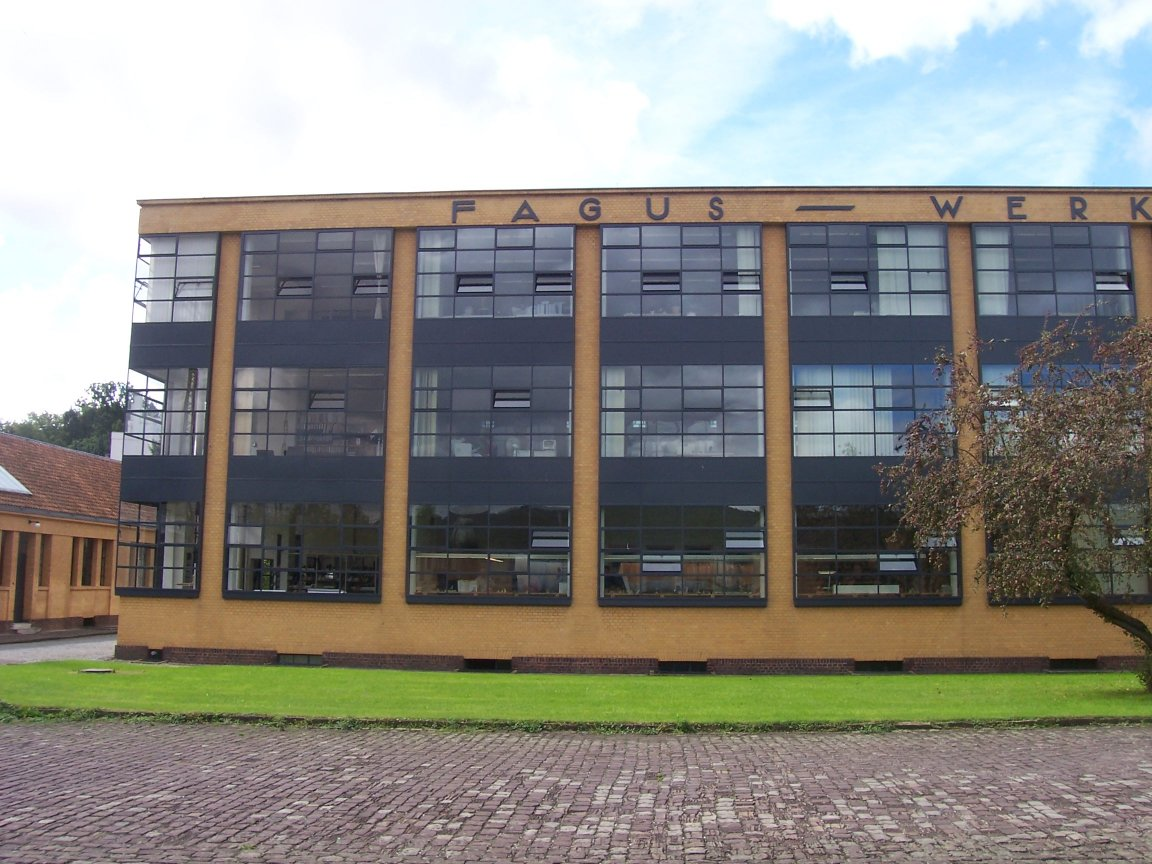